# 茅ヶ崎市立小和田小学校
茅ヶ崎市立小和田小学校（ちがさきしりつ こわだしょうがっこう）は、神奈川県茅ヶ崎市にある公立小学校。

## 沿革
（沿革節の主要な出典は公式サイト）
- 1974年（昭和49年）-4月1日 茅ヶ崎市立松林小学校より分離・開校[3]

- 1975年（昭和50年） 校歌制定
- 1978年（昭和53年） 2期工事完了
- 1980年（昭和55年） 体育館棟完成
- 1988年（昭和63年） プール完成
- 1996年（平成8年） 管理棟完成
- 2005年（平成17年） 耐震工事完了
- 2014年（平成26年）南棟（西）改修工事完了
- 2015年（平成27年）南棟（東）改修工事完了
- 2016年（平成28年）給食調理場完成
- 2018年（平成30年）北棟改修工事完了

## 教育目標
- 心も体も丈夫な子
- 思いやりのある子
- 自ら学ぶ子[4]

## 出身著名人
- 白坂楓馬（サッカー選手）
- 根本凌（サッカー選手）

## 所在地
- 〒253-0012 神奈川県茅ヶ崎市小和田三丁目10番1号

## アクセス
- 東日本旅客鉄道東海道本線・辻堂駅より徒歩16分[5]